# Devoirs du Cœur
La  Loi des Devoirs du Cœur, plus connue sous le titre des Devoirs du cœur (arabe : كتاب الهداية إلى فرائض القلوب Kitab al-Hidaya ila Fara'id al-Qulub « Guide des Devoirs du Cœur » ; hébreu: חובות הלבבות Hovot ha-Levavot ou Hovos ha-Levavos) est l’un des premiers et principaux ouvrages d’éthique juive. 
Le livre a été rédigé en judéo-arabe par le juge rabbinique et philosophe Bahya ibn Paquda à Saragosse, dans la première moitié du XIe siècle. Il a été traduit un siècle plus tard en hébreu par deux savants provençaux, Juda ibn Tibbon et Joseph Kimhi. C’est la traduction du premier qui a été retenue et seule une partie de la seconde nous est parvenue.

## Contenu

### Introduction
Le livre s’ouvre sur une introduction de l’auteur où celui-ci explique son objet et sa structure - travailler sur la partie "interne" du judaïsme.

#### Objet du livre
Il expose brièvement les trois domaines de la sagesse, sa répartition en trois domaines (al-Ilm al-tibi – la science des créatures, al-Ilm al-riatshi – la science des mesures et al-Ilm èlahi – la science divine qui est la science suprême), les trois voies pour parvenir à réaliser la volonté de Dieu (l’intellect, la Torah écrite et la Torah orale, comme l’a expliqué Saadia Gaon) et les deux domaines de connaissance de la Torah : celle des « devoirs incombant aux membres » et celle des « devoirs incombant aux cœurs ».
Les devoirs qui s’adressent au corps sont « visibles » (il est aisé de distinguer celui qui les observe de celui qui ne les observe pas) et sont pour partie accessibles à l’intellect et pour partie imposés par la tradition comme l’interdiction de mélanger viande et lait, laine et lin, …. Les « devoirs incombant aux cœurs » sont « cachés » et tous intelligibles ; ils comportent, comme les devoirs des membres, des prescriptions positives (croire en Dieu, créateur unique, Le servir, L’aimer, Lui et Ses serviteurs, …) et des prescriptions négatives (ne pas convoiter, ne pas tenir rancune ni se venger, …).
Or, les livres sur la Torah ne portent que sur son exégèse, sa grammaire ou sur les devoirs des membres ; les devoirs du cœur ont été négligés dans la littérature post-talmudique alors que la Bible et les maîtres du Talmud y ont accordé toute leur attention et leurs efforts, que ces devoirs sont infiniment nombreux et que peu y prêtent attention, alors que, contrairement aux devoirs des membres, il n’est aucun moment où l’on n’est pas tenu de les réaliser ni aucune excuse pour motiver son relâchement.
Contrairement à l’un de ses éminents contemporains, Bahya ibn Paquda estime qu’il incombe à ceux qui en ont les capacités de méditer continuellement sur les devoirs du cœur, sitôt que les bases traditionnelles ont été acquises. Or, sans ce livre, ils en seraient incapables et lui-même éprouve des difficultés à retenir tous les fruits de sa spéculation (outre le fait que son penchant naturel le pousse à délaisser cette spéculation qui perturbe sa sérénité).

#### Structure du livre
L’auteur a conclu au terme de ses réflexions que les devoirs du cœur ressortent de dix catégories principales. Son livre discute donc de chacun de ces principes dans un chapitre (hébreu : שער shaar « portique ») qui lui est consacré, ainsi qu’à ses dérivés. 
1.       Sha'ar ha-Yihud (Porte de l'Unité Divine) traite de la reconnaissance de Dieu comme concepteur et créateur de toutes choses, car cette           croyance fonde toute spiritualité ultérieure.
2.       Sha'ar ha-Behinah (Porte de la Réflexion) traite de la distinction, tente de comprendre Dieu par Ses créations puisqu’il est impossible de Lui attacher quelqu’attribut qui soit.
3.       Sha'ar Avodat Elohim (Porte de l'Adoration Divine) traite du culte qu’il convient de Lui rendre.
4.       Sha'ar ha-Bitachon (Providence divine) traite de la certitude que tout vient de Lui.
5.       Sha'ar Yihud ha-Ma'aseh (Consécration de l'Action) littéralement l'"Unité de l'Action", concerne la sincérité de l'intention.
6.       Sha'ar ha-Keni'ah traite de l’humilité.
7.       Shaar ha-Teshuvah (Porte de la Repentance) traite du repentir (car il est impossible à l’homme de ne pas fauter).
8.       Shaar Heshbon ha-Nefesh (Porte de l'Examen de Conscience)
9.       Shaar ha-Perishut (Porte de l'Ascétisme) car il est impossible « de prêter l’oreille à Dieu en s’enivrant du vin du monde ».
10.     Shaar Ahavat Elohim (Porte de l'Amour de Dieu) traite de la dévotion et de la recherche de Dieu.
Le livre a été formulé pour être simple dans son langage comme dans ses concepts, s’adressant au croyant et non au sceptique. Bien que conçu pour être le plus global possible, le livre ne peut contenir l’infinité des prescriptions ; le lecteur est donc encouragé à y revenir sans cesse et à le compléter.

## Organisation et Influences
Les Devoirs du Cœur est divisé en 10 sections prénommées Shaarim (portes), correspondant aux dix principes fondamentaux qui selon Bahya constituent la vie spirituelle de l'homme. Ce traité sur la vie spirituelle intérieure fait de nombreuses références à la Bible et au Talmud. Il est influencé par l'islam de l'époque, et plus particulièrement le Kalam, présent dans l'Espagne médiévale, et aussi par les textes classiques grecs, traduits par l'école de Hunayn ibn Ishaq.

## Contenu et messages
Considérant que l'essence de toute spiritualité étant la reconnaissance de Dieu comme concepteur et créateur de toutes choses, Bahya fait de Sha'ar ha-Yihud (Porte de l'Unité Divine) sa première et plus importante section. En prenant comme point de départ la prière juive Chema Israël, Ado-nay Elo-henou, Ado-naï Ehad (Écoute, Israël, l'Éternel, notre Dieu, l'Éternel est UN), l'auteur insiste sur le fait que,  pour la vie religieuse, ce n'est pas tant une affaire d'entendement pour connaître Dieu, qu'une affaire de cœur pour le reconnaitre et l'aimer.
Bahya pense qu'il n'est pas suffisant d'accepter cette croyance sans réflexion, comme le ferait un enfant, ou parce que nos pères nous l'ont appris, comme font les croyants aveugles en la tradition, qui n'ont aucune opinion propre et qui sont menés par les autres. De même, la croyance en Dieu ne doit en aucune façon être comprise dans un sens corporel ou anthropomorphique, mais doit reposer sur la conviction qui est le résultat de la recherche et de la connaissance la plus compréhensible. Loin de demander une croyance aveugle, la Torah fait appel à la raison et à la connaissance comme preuve de l'existence de Dieu. Il est donc un devoir incombant à chacun de faire de Dieu un objet de raison et de connaissance spéculatives afin d'arriver à la vraie foi. 
Sans avoir l'intention de donner un compendium de métaphysique, Bahya fournit, dans sa première porte un système de philosophie religieuse qui n'est pas sans mérite. Ignorant l'œuvre d'Avicenne qui replace le mysticisme néoplatonicien par une pensée aristotéliste claire, Bahya, comme de nombreux philosophes arabes avant lui, fonde son argumentation sur la Création. Il commence par ces trois premières prémisses : 
- (1) Rien ne se crée de lui-même, car l'acte de création nécessite son existence (voir aussi : Emounot vedeot i.2  de Saadia Gaon)
- (2) Les causes des choses sont nécessairement limitées en nombre, et conduisent à la présomption d'une cause première qui est nécessairement auto-existante, n'ayant ni début ni fin, car toute chose qui a une fin doit automatiquement avoir un début.
- (3) Tous les êtres composites ont un début; et une cause doit nécessairement être créée.

Le monde est magnifiquement arrangé et aménagé comme une grande maison, dont le ciel forme le plafond, la terre le plancher, les étoiles les lampes, et l'homme son propriétaire auquel sont soumis pour son usage  les trois royaumes, l'animal, la végétal et le minéral, tous étant composés de quatre éléments. Seule la sphère céleste fait exception en étant composé d'un cinquième élément, la Quinta Essentia (Quintessence) selon Aristote et de feu selon d'autres. Ces quatre éléments eux-mêmes sont composés de matière et de forme, de substance et de qualités fortuites, telles que le chaud et le froid, l'état de mouvement ou d'immobilité,  et ainsi de suite.  
Par conséquent, l'univers, étant une combinaison de nombreuses forces, doit avoir une puissance créatrice comme cause. L'existence du monde ne peut provenir d'une simple chance. Là où se manifeste une intention, impose un travail de la sagesse. De l'encre renversée accidentellement sur une feuille de papier ne peut pas produire une œuvre littéraire. 

### Unité de Dieu
Bahya poursuit alors, en se basant (entre autres) sur Saadia Gaon et les Motekallâmin (enseignants du  Kalâm), par la démonstration de  l'unité de Dieu: 
- (1) Toutes les classes, causes et principes des choses ramènent à une cause principale.
- (2) L'harmonie de toutes les choses de la nature, l'interdépendance de toutes les créatures, le plan merveilleux et la sagesse affichée dans la structure du plus gros animal jusqu'au plus petit, de l'éléphant à la fourmi, tout cela désigne un grand concepteur, l'argument physico-théologique d'Aristote.
- (3) Il n'y a aucune raison de supposer qu'il y a plus d'un créateur, car le monde ne présente partout qu'un seul plan et ordre. Nul ne peut, sans raison suffisante, attribuer une lettre écrite entièrement dans le même style et avec la même écriture à plus d'un auteur.
- (4) L'hypothèse de plusieurs créateurs nécessite soit une pluralité d'êtres identiques qui, n'ayant rien qui les distinguent les uns des autres, ne peuvent être qu'un et le même, c'est-à-dire Dieu, soit différents êtres qui ayant différentes qualités et en possédant certaines que d'autres n'ont pas, ne peuvent plus être infinis et parfaits, et donc doivent eux-mêmes avoir été créés et ne sont donc pas auto-existants.
- (5) Chaque pluralité étant une combinaison d'unités, présuppose une unité originelle; d'où, même ceux qui admettent une pluralité de dieux, doivent logiquement admettre l'existence préalable d'une Unité Divine, un argument néoplatonicien emprunté par Bahya aux Frères de la Pureté.
- (6) Le Créateur ne peut pas partager avec les créatures, accidents et substance. L'hypothèse d'une pluralité qui serait un accident et non une substance, abaisserait Dieu, le Créateur, au niveau des créatures.
- (7) L'hypothèse de deux créateurs impliquerait des insuffisances de l'un ou de l'autre ou des interférences de l'un sur le pouvoir de l'autre; et comme ce type de limitation priverait le Créateur de Son pouvoir, l'unité seule établit l'omnipotence divine.

Bahya s'efforce alors de définir Dieu comme l'unité absolue en distinguant l'unité de Dieu de toutes les autres unités possibles. Voir la simplicité divine dans la pensée juive.    

### Attributs négatifs de Dieu
En adoptant l'idée néoplatonicienne de Dieu comme celui qui peut uniquement être ressenti par l'âme qui le désire, et non saisi par la raison, Bahya trouve superflu de prouver l'incorporéité de Dieu. La question pour lui est plutôt de savoir comment pouvons nous connaître un être qui se trouve bien au-delà de notre compréhension mentale que nous ne pouvons même pas le définir. En réponse, Bahya distingue entre deux catégories différentes d'attributs; ceux qu'il nomme essentiels et ceux qui sont dérivés de l'activité; voir la théologie négative dans la tradition juive.            
Trois attributs de Dieu sont essentiels, bien que dérivés de la création: 
- (1) L'existence de Dieu; car un être non-existant ne peut pas créer des choses.
- (2) L'unité de Dieu.
- (3) L'éternité de Dieu; car la dernière cause de toutes les choses est nécessairement une et éternelle.

Mais pour Bahya, ces trois attributs sont un et inséparables de la nature de Dieu; en fait, ce ne sont que des attributs négatifs: Dieu ne peut pas être non-existant, ou non-éternel ou non-unique, ou sinon Il n'est pas Dieu.   
Les attributs de la seconde catégorie sont ceux dérivés de l'activité et sont plus fréquemment employés dans la Bible. Ils s'appliquent aussi bien aux créatures qu'au Créateur. Ces anthropomorphismes pour parler de Dieu comme ayant une forme humaine ou exerçant des activités humaines, ne sont utilisés dans la Bible que dans le but de transmettre, en langage familier, une connaissance de Dieu aux hommes qui autrement ne pourraient pas le comprendre, tandis que les penseurs avertis dépouilleront graduellement le Créateur de toutes les qualités qui le rendent humain ou similaire à une créature. La vraie essence de Dieu étant d'être inaccessible à notre entendement, la Bible offre le nom de Dieu comme substitut, le rendant objet de révérence humaine et le centre de traditions ancestrales. Et juste parce que les plus sages des hommes apprennent à la fin à connaître seulement leur incapacité à exprimer Dieu de façon adéquate, l'appellation Dieu des Pères frappera avec une force particulière, toutes les personnes semblables. Toute tentative pour exprimer en termes d'éloge toutes les qualités de Dieu échoueront nécessairement.
L'incapacité de l'homme à connaître Dieu trouve son parallèle dans son incapacité à connaître sa propre âme, dont l'existence se manifeste dans chacun de ses actes. Comme chacun des cinq sens possède sa propre limite naturelle, le son entendu par l'oreille, par exemple, n'est pas perceptible par l'œil, la raison humaine a sa propre limite en ce qui concerne la compréhension de Dieu. L'insistance à vouloir connaître le soleil au-delà de ce qui est possible pour l'œil humain, entraîne la cécité de l'homme; de même, l'insistance à vouloir connaître Dieu qui est inconnaissable, non seulement par l'étude de son œuvre, mais par des tentatives pour s'assurer de sa propre essence, affolera et déconcertera l'âme jusqu'à altérer la raison de l'homme.
Réfléchir à la grandeur et la bonté de Dieu, telles qu'elles se manifestent dans la création, est le devoir le plus élevé de l'homme;  La deuxième section du livre intitulée Sha'ar ha-Behinah (Porte de la Réflexion) est consacrée à cette réflexion.  

### Sa philosophie naturelle
Bahya  discerne une manifestation septuple de la sagesse créatrice dans:
- (1) la combinaison des éléments dont la terre forme le centre, avec l'eau et l'air qui l'entourent et le feu placé au-dessus.
- (2) la perfection de l'homme  comme microcosme.
- (3) la physiologie et les facultés intellectuelles de l'homme.
- (4) l'ordre du royaume animal.
- (5) celui du royaume des plantes.
- (6) les sciences, les arts et les industries de l'homme; et
- (7) la révélation divine ainsi que le bien-être moral et social de toutes les nations.

Bahya estime que l'homme doit réfléchir à sa merveilleuse formation de façon à reconnaître la sagesse de son Créateur.
Bahya étudie alors la physiologie et la psychologie connues alors de l'humanité, montrant la sagesse affichée dans la construction de chaque organe et de chaque faculté et la complexion de l'âme; de même dans des domaines aussi contrastés que la mémoire et l'oubli, ce dernier étant nécessaire pour la paix et le plaisir de l'homme comme le premier l'est pour son progrès intellectuel. Pareillement, dans la nature, la considération de la sublimité des cieux et du mouvement de toutes choses, l'alternance de lumière et d'obscurité, la variété des couleurs dans le royaume de la création, la crainte que la vue d'un homme vivant inspire à la brute, la magnifique fertilité de chaque graine de blé dans le sol, l'abondance de tous ces éléments essentiels pour la vie organique, tels que l'air et l'eau, et la moindre fréquence de ces choses qui forment les objets de l'industrie et du commerce pour la nourriture et l'habillement, tout cela et plus encore, tend à remplir l'âme de l'homme de gratitude et de louange pour la sagesse et l'amour providentiels du Créateur.

### Adoration de Dieu
D'après Bahya, une telle compréhension conduit nécessairement l'homme à adorer Dieu, ce qui constitue le thème de sa troisième section, Sha'ar Avodat Elohim (Porte de l'Adoration Divine). Chaque bienfait reçu par l'homme doit susciter sa gratitude de la même mesure qu'il est incité à faire le bien, quoique ceci soit mélangé en partie avec de l'amour-propre, comme c'est le cas pour ce que font les parents à leurs enfants, qui ne sont entre autres qu'une partie d'eux-mêmes et sur lesquels ils bâtissent leur avenir. De même pour ce que fait le maître pour son esclave qui est sa propriété.
Aussi la charité accordée au pauvre par le riche est plus ou moins guidée par la commisération, la vue du malheur causant de la peine que l'acte de charité peut soulager. Il en est de même pour toute obligeance ayant pris naissance dans ce sentiment d'amitié qui est la conscience du besoin mutuel. Les bienfaits de Dieu, toutefois, reposent sur l'amour sans aucune considération de soi. D'autre part, aucune créature n'est aussi dépendante de l'amour secourable et de la clémence que l'homme, de son berceau jusqu'à sa tombe.

### Valeurs pédagogiques de la loi juive
Toutefois l'adoration de Dieu, en conformité avec les commandements de la loi, est certainement en elle-même d'une valeur indubitable, dans la mesure où elle affirme les plus hautes valeurs de la vie humaine à l'opposé des désirs les plus bas éveillés et encouragés par la partie animale de l'homme. Cependant, ce n'est pas le mode le plus élevé d'adoration, car elle peut être provoquée par la crainte du châtiment divin ou par le désir de récompense, ou elle peut être à la fois formelle, externe et vide de cet esprit qui prémunit l'âme contre toute sorte de tentation et d'essai.
Malgré cela, la loi juive est nécessaire pour guider l'homme, dit Bahya, car il existe dans l'homme une tendance à mener seulement une vie sensuelle et de se satisfaire des passions terrestres. Il y a aussi une autre tendance à mépriser entièrement le monde des sens et de se dévouer uniquement à la vie de l'esprit. Pour Bahya, ces deux voies sont anormales et injurieuses: l'une est destructive de la société et l'autre de la vie humaine. La loi juive en conséquence montre le chemin correct pour servir Dieu, en suivant une voie médiane, à mi-distance de la sensualité et de la contemplation du monde. 
Le mode d'adoration prescrit par la loi a donc principalement une vertu pédagogique, explique Bahya. Elle éduque l'ensemble des gens, aussi bien les immatures que les intellectuels, au vrai service divin, qui doit être celui du cœur. 
S'ensuit alors un long dialogue entre l'Âme et l'Intellect, sur l'adoration et sur la relation entre le libre arbitre et la prédestination divine; Bahya insiste sur la raison humaine comme maître suprême de l'action et de l'inclination, privilège de l'homme constituant son pouvoir d'autodétermination.  
Le dialogue aborde aussi le sujet de la physiologie et de la psychologie de l'homme, avec une attention particulière aux contrastes, entre joie et peine, crainte et espoir, courage et lâcheté, honte et insolence, colère et clémence, compassion et cruauté, orgueil et modestie, amour et haine, générosité et avarice, oisiveté et travail.   

### La Providence divine
La confiance en Dieu forme le titre et sujet de la quatrième porte, Sha'ar ha-Bitachon. Le pouvoir de la confiance en Dieu est, écrit Bahya, plus grand que le pouvoir magique de l'alchimiste qui crée des trésors en or par son art, car seul celui qui se confie à Dieu est indépendant et satisfait de ce qu'il possède, et peut jouir du repos et de la paix sans envier personne.  Cependant, ce n'est qu'à Dieu, dont la sagesse et la bonté s'étend en tout temps et toute circonstance, que l'on peut implicitement se confier, car Dieu pourvoit toutes ses créatures d'un véritable amour avec la pleine connaissance de ce qui est bon pour chacun. 
Plus spécifiquement, Dieu pourvoit l'homme d'une façon à déployer de plus en plus ses facultés par des nouveaux besoins et attentions, par des épreuves et des privations qui éprouvent et fortifient le pouvoir de son corps et de son âme. La confiance en Dieu, cependant, ne doit pas empêcher l'homme de pourvoir à sa subsistance en effectuant une activité, ou d'éviter de mettre sa vie en danger. Surtout, le suicide est un crime résultant souvent d'un manque de confiance dans une sage Providence. De même, c'est de la folie de ne compter que sur la richesse et de faire trop confiance à ceux qui possèdent de grosses fortunes. En fait, tout ce que le monde offre décevra l'homme à la fin, et c'est pour cette raison que les Saints et les Prophètes des temps anciens quittèrent leur cercle familial et leur maison confortable pour vivre une vie recluse dévouée seulement à Dieu.

### Immortalité de l'âme
Bahya s'appesantit beaucoup sur l'aspiration à l'immortalité, dont il n'est fait d'après lui, en contradiction à certaines croyances populaires sur la résurrection des corps, qu'intentionnellement allusion çà et là dans les Écritures. 
Pour Bahya, la croyance à l'immortalité est purement spirituelle, telle qu'exprimée dans le livre de Zacharie 3. 7: "Je te donnerai libre accès parmi ceux qui sont ici." Le thème n'est pas clairement abordé dans le livre.

### Hypocrisie et scepticisme
Le thème traité dans la cinquième porte dénommée Yihud ha-Ma'aseh (Consécration de l'Action pour Dieu), littéralement l'"Unité de l'Action", concerne la sincérité de l'intention. 
Selon Bahya, rien n'est plus repoussant pour l'âme pieuse que l'hypocrisie; Bahya considère le scepticisme comme le principal moyen d'entraîner les gens  vers l'hypocrisie et d'autres péchés. Tout d'abord, le séducteur injectera dans le cœur de l'homme des doutes concernant l'immortalité, pour offrir une excuse de bienvenue à la sensualité, et en cas d'échec, il réveillera le doute concernant Dieu et l'adoration ou la révélation divine.  S'il n'y arrive pas, il s'efforcera alors de montrer le manque de justice dans ce monde et déniera l'existence d'une après-vie, et finalement refusera la valeur de chaque pensée qui ne contribue pas au bien-être matériel. C'est pourquoi, l'homme doit exercer une vigilance continue en ce qui concerne la pureté de ses actions.  

### Humilité
La sixième porte, Sha'ar ha-Keni'ah, traite de l'humilité. Elle se manifeste dans le comportement bienveillant à l'égard de son prochain, qu'il soit d'une position égale ou supérieure, mais aussi plus particulièrement de l'attitude envers Dieu. L'humilité provient d'une considération de la basse origine de l'homme, des vicissitudes de la vie et de ses propres défauts et insuffisances comparés aux fonctions de l'homme et à la grandeur de Dieu, si bien que toute fierté sur son propre mérite doit être bannie. 
La fierté pour les possessions extérieures est incompatible avec l'humilité et doit être proscrite. Il en est de même pour la fierté provenant de l'humiliation des autres. Il y a cependant une fierté qui stimule les plus nobles ambitions, c'est la fierté d'être capable d'acquérir des connaissances ou d'effectuer du bien: celle-ci est compatible avec l'humilité et peut même l'accroître.   

### Repentance
La tendance pratique du livre est particulièrement illustrée dans la septième section, Shaar ha-Teshuvah, (la Porte de la Repentance). Pour Bahya, les pieux dans leur majorité, ne sont pas ceux qui n'ont jamais péché, mais ceux qui ont péché une fois et qui ensuite ont regretté d'avoir agi ainsi. Comme il y a des péchés aussi bien par omission que provenant d'une action, la repentance de l'homme doit être orientée de façon à stimuler la bonne action si elle a été négligée, ou à le convaincre de s'abstenir des désirs maléfiques si ceux-ci l'ont conduit à une mauvaise action.  
La repentance consiste en: 
- (1) La pleine conscience de l'acte honteux commis et un profond regret de l'avoir commis.
- (2) La détermination à changer de conduite.
- (3) Une confession sincère du péché, et une authentique supplication de Dieu lui demandant pardon.
- (4) Un changement complet du cœur.

La vraie repentance s'exprime dans la crainte de la justice divine, dans la contrition de l'âme, dans les pleurs, dans les signes extérieurs de chagrin tels que la modération des plaisirs sensuels et le renoncement aux satisfactions autrement légitimes, et dans un esprit humble et imploré et dans une sincère contemplation du futur de l'âme. 
Le plus important est la cessation des habitudes coupables, car plus on attend, et plus il est difficile d'y mettre un terme. 
Une entrave particulière à la repentance est la procrastination, qui remet à un lendemain qui peut ne jamais arriver. Après avoir cité des sentences de rabbins qui mentionnent que le pécheur qui se repent se situe plus haut que celui qui n'a jamais péché, Baya mentionne les mots d'un des maîtres à ses disciples: « Si vous étiez tous exempts de péchés, je devrais être effrayé de ce qui est beaucoup plus grand que le péché, c'est-à-dire de l'orgueil et de l'hypocrisie  ».

### La comptabilité
La porte suivante dénommée Shaar Heshbon ha-Nefesh, (Porte de l'Examen de Conscience), contient une exhortation à prendre aussi sérieusement que possible les obligations et opportunités de la vie pour la perfection de son âme, de façon à atteindre un état de pureté dans lequel se déploient les facultés supérieures de l'âme. Celle-ci peut alors apercevoir les plus profonds mystères de Dieu, la sagesse sublime et la beauté d'un monde supérieur inaccessible aux autres hommes. 

### Une vie ascétique
Rabbenou Bahya consacre Shaar ha-Perishut, (Porte de l'Ascétisme), aux relations entre vraie piété et ascétisme. Une certaine quantité d'abstinence est selon Rabbenou Bahya, une discipline nécessaire pour refréner les passions humaines et pour orienter l'âme vers sa destinée supérieure. Toutefois, la vie humaine nécessite l'exploitation d'un monde que Dieu a créé pour être habité et la perpétuation de l'espèce. Aussi l'ascétisme ne peut être la vertu que d'un petit nombre de gens qui se mettent en avant comme exemples. 
Il y a différents modes d'isolement du monde. Certains, afin de mener une vie consacrée au monde supérieur, fuient ce monde et vivent comme des ermites, contrairement au dessein du Créateur. D'autres se retirent du tumulte du monde et vivent une vie retirée dans leur propre demeure. Une troisième classe, qui se situe plus proche des préceptes de la loi juive, participe aux luttes et activités de ce monde, mais suit une vie d'abstinence et de modération, considérant ce monde comme une préparation pour un monde supérieur. 
Selon Rabbenou Bahya, le but de la pratique religieuse, est l'exercice d'une maîtrise de soi, le frein à ses passions et la pose au service du Tout-Puissant de toutes ses biens personnels et de tous les éléments de sa vie.

### L'amour de Dieu
Le but de l'autodiscipline éthique est l'amour de Dieu, qui forme le contenu de la dixième et dernière section de l'ouvrage, Shaar Ahavat Elohim, (La Porte de l'Amour de Dieu). C'est le désir de l'âme, qui parmi toutes les attractions et plaisirs qui la lient sur terre, recherche la fontaine de sa vie dans laquelle, elle trouvera joies et paix, même si les plus grandes douleurs et souffrances lui sont affligées.  Ceux qui sont imprégnés de cet amour, trouvent facile tous les sacrifices qui leur sont demandés de faire pour leur Dieu et aucun motif égoïste ne gâche la pureté de leur amour.  
Bahya est loin de recommander la pratique de la réclusion, qui n'a, d'après lui, uniquement comme but le bien-être de sa propre âme. Un homme peut être aussi saint qu'un ange, néanmoins, il n'égalera pas en mérite celui qui conduit son prochain dans la bonne voie et dans l'amour de Dieu.

## Réception
Les Devoirs du cœur a été traduit en hébreu au XIIe siècle par Juda ibn Tibbon et Joseph Kimhi.
Il a été réédité par Abraham Shalom Yahuda en 1912, précédé d'une introduction qui examine les sources musulmanes d'Ibn Paquda. De plus Abraham Shalom Yahuda transcrit les caractères hébraïques du texte judéo-arabe en caractères arabes, afin de le rendre accessible également aux érudits arabes musulman. 
André Chouraqui l'a traduit en français en 1950 (l'ouvrage est réédité régulièrement chez Desclée de Brouwer, avec une préface de Jacques Maritain).